# Hexbach
Der Hexbach ist ein Fließgewässer an der Grenze zwischen Mülheim an der Ruhr-Dümpten und Essen-Bedingrade. Er ist namensgebend für das Naturschutzgebiet Hexbachtal.
Der Hexbach entspringt zwischen den Straßen Rötterhoverbaum und Heckelsberg, einer der Nebenbäche an der Bonnemannstraße und der andere am Gänseweg. Von seinem südlich gelegenen Quellgebiet schneidet sich der Hexbach rasch auf die Höhe der Emscherniederung in die Landschaft ein und vermindert dort seine Fließgeschwindigkeit. So konnte er teilweise mäandern und kleine Seitenarme bilden. Hier bildete sich typischer Auenwald mit Schwarz-Erlen, gemeinen Eschen und einzelnen Silber- und Bruch-Weiden, die regelmäßige Überschwemmungen überstehen.  Er mündet nach einer Strecke von 3,381 Kilometer  Läppkes Mühlenbachs mit mindestens 23 Litern Wasser pro Sekunde in Läppkes Mühlenbach, nur wenige Meter von der Quelle. Der Läppkes Mühlenbach entwässert über die Emscher und den Rhein in die Nordsee.